# Shikohabad
Shikohabad es  una ciudad y municipio situado en el distrito de Firozabad en el estado de Uttar Pradesh (India). Su población es de 107404 habitantes (2011). 

## Demografía
Según el  censo de 2011 la población de Shikohabad era de 107404 habitantes, de los cuales 56794 eran hombres y 50610 eran mujeres. Shikohabad tiene una tasa media de alfabetización del 80,03%, superior a la media estatal del 67,68%: la alfabetización masculina es del 84,82%, y la alfabetización femenina del 74,72%.